# آنا مورهاوس
آنا مورهاوس (انگلیسی: Anna Moorhouse؛ زادهٔ ۳۰ مارس ۱۹۹۵) بازیکن فوتبال اهل بریتانیا است.